# 武漢三鎮
武漢三鎮位於中國湖北之長江、漢水（漢江）交會處，為武昌（長江以南的市區部分）、漢陽（長江以北、漢水以南市區部分）、漢口（長江西北、漢水以北的市區部分）三城鎮的合稱，範圍即是今日的武漢市區。三城鎮同位於長江和漢水交匯處，隔江鼎立，故通稱「武漢三鎮」。

## 參看
- 武汉市
- 武昌区
- 汉阳 (武汉三镇)
- 汉口